# Église Saints-Pierre-et-Paul de Châtelet
Pour l’article homonyme, voir Église Saints-Pierre-et-Paul.
L’église Saints-Pierre-et-Paul est un édifice religieux catholique situé dans la ville belge de Châtelet dans la province de Hainaut.
Cette église fut construite en 1871 et remplace une église datant du XIIIe siècle et démolie en 1867. En 1937, un incendie ravage entièrement l'édifice, qui sera reconstruit en 1941.

## Histoire

### L'ancienne église
La vieille église remontait au XIIIe siècle. Les Namurois, conduits par Antoine de Croÿ, incendièrent Châtelet et l'église en 1430. Celle-ci était orientée vers l'orient, le chœur était ainsi tourné vers l'actuelle hôtel de ville. Un chemin étroit qui fut appelée rue du Trigeon, ou Trixhon) s'éparait l'édifice des anciens bâtiments situés plus ou moins au même endroit. L'église était entouré d'un cimetière. L'église fut bâtie et agrandie suivant les besoins successifs qui se présentaient. Le style remarquaient surtout à l'intérieur et l'extérieur présentait le style ogival.
La grande nef est daté du début du XVe siècle. La chapelle dédiée à Notre-Dame, qui est incorporée dans la nef gauche du côté du Tirgeon, paraissait remonter à l'année 1450. Les autels de saint Nicolas et de sainte Catherine étaient de cette époque. Les autels de l'Ange gardien qui était située à la nef droite et de saint Eloi devaient être d'une époque moins lointaine. En 1478, l'église possédait un beffroi avec une horloge et plusieurs cloches. Les fondations de la tour de firent en 1552 et 1554.
En 1579, l'église est pillée, elle le fut encore à mainte reprises par la suite et les ornements furent plusieurs fois sauvées à temps, voire à Dinant. De grandes restaurations sont indiqués en 1597 et 1598. Un crucifix est placé en 1603 ou 1604 qui devint la Croix triomphale sous le portail de l'église.
La flèche de l'église pourrait remonté au XIVe siècle ; elle surpassait celle d'Ath avec laquelle, elle avait plus d'un trait de ressemblance. En 1698, la tour fut reconstruite à la suite de l'effondrement.
L'église est incendiée par la foudre le 16 février 1816, qui fit fondre les cloches. Une cloche qui est sauvée fut placé plus tard dans le clocher de la chapelle Saint-Roch. La tour a été entièrement détruite ; le coup de foudre a enlevé le clocher, les cloches, le carillon, l'horloge. L'édifice fait l'objet de quelques réparations urgentes : le placement d'un petit clocher sur la tour, le repavage de l'intérieur et réparations des boiseries et le replâtrage de voûtes, révision partielle du revêtement de la tour qui se détache. Par la suite, l'église est devenue vétuste et trop petite, elle fut abattue et la démolition fut terminé le 1er octobre 1867. 
La chaire de vérité de l'ancienne église se trouve dans l'église Saint-Ghislain de Gerpinnes-Flaches, elle date de 1759. Elle est en chêne de style Louis XV, la rampe représente saint Pierre marchant sur les eaux et a, sur la cuve, deux reliefs : celui du panneau de droite représente Le Bon Pasteur et celui de gauche évoque La Vocation de saint Paul,. 
La statue de la Vierge en marbre blanc et l'autel de Notre-Dame qui a été modifié ont été transférés dans l'église du Faubourg, de même que la plus part des marbres. 

### La nouvelle église

#### Le projet d'une nouvelle église

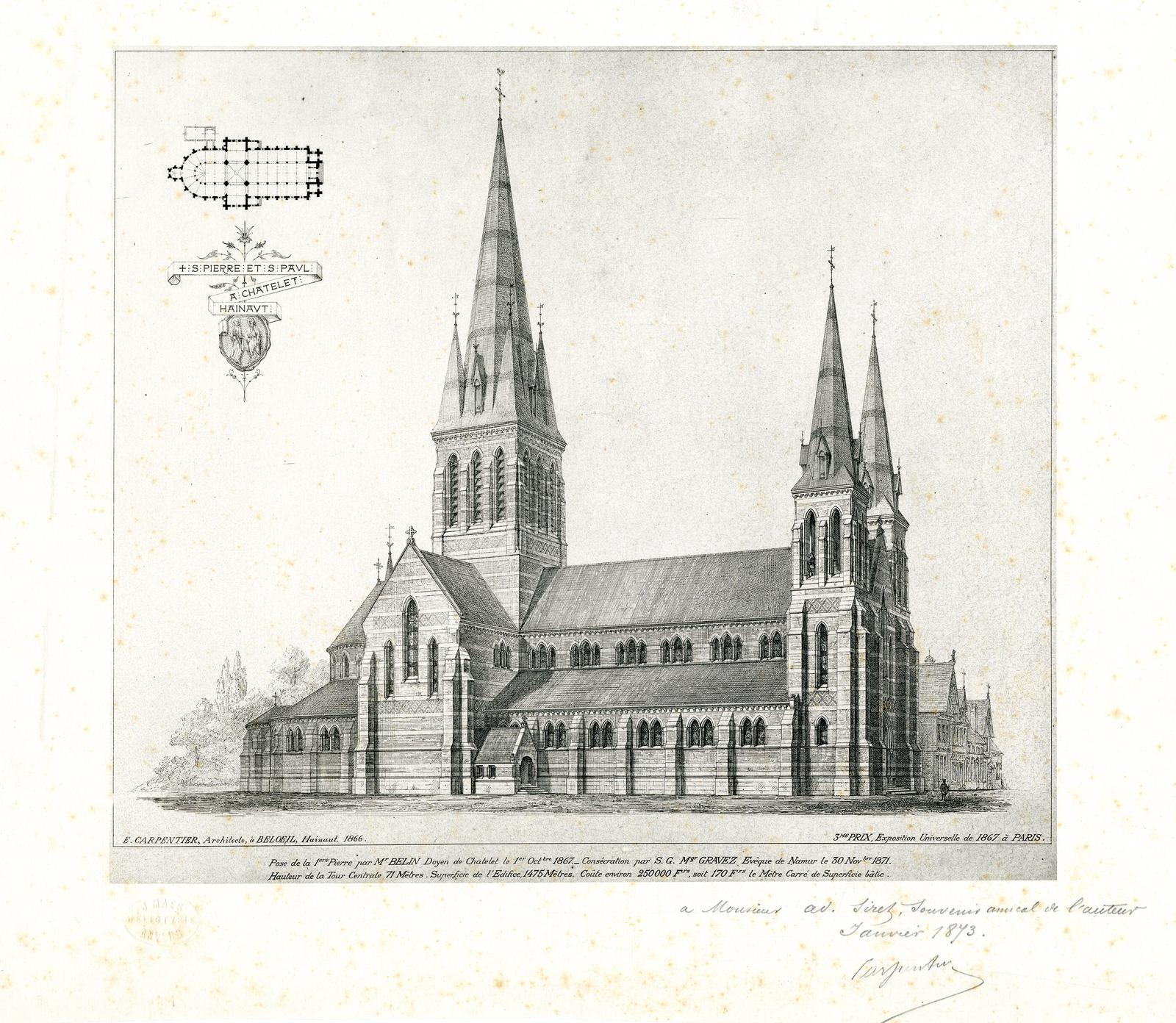
Le projet de l'église qui est établi par l'architecte Eugène Carpentier.

Un concours d'architectes a eu lieu et prend fin en 1862. La majorité des candidats ont été Bruxellois et Flamands. Le premier prix fut attribué par le jury à L. Conraet d'Ixelles, tandis le deuxième allait à Eugène Carpentier. Le premier prix couronnait un projet de style roman, le second en un style ogival. La grande majorité avait opté pour la démolition de l'ancienne église et son remplacement par un nouvel édifice. L'architecte Carpentier avait eu une proposition de construire d'un nouvelle édifice englobant la tour de l'église. Les élus de la ville s'opposaient à la démolition complète de l'édifice. Les élus de la sauvegarde de l'église font distribuer une protestation contre le rapport des bourgmestre et échevins dans toutes les maisons de la ville.
Dans sa séance du 4 avril 1862, le conseil communal a délibéré sur des mesures à prendre par la suite de l'état de vétusté dans laquelle l'église paroissiale se trouve depuis longtemps. La Commission royale des Monuments avait été consultée sur cette question : son avis était que l'église de Châtelet méritait d'être conservée et restaurée en tant qu'œuvre d'art. Les membre du conseil se montrèrent uniquement préoccupés de deux autres projets : les uns furent d'avis qu'il fallait faire construire une église entièrement neuve, d'autres exprimèrent l'opinion que l'on pouvait conservé la tour et reconstruire le vaisseau de l'église, pas sur l'emplacement à l'est de la tour mais à l'ouest.
En réponse à la protestation de certains élus, un pamphlet fut distribué à tous les habitants. Il était aussi imprimé sous forme de livret, édité par le collège des bourgmestre et échevins de Châtelet et daté du 10 mars 1863. Le collège veut rétablir la vérité, et il reproche aux opposants de ne citer que partiellement les fais réels et de ne publier qu'un passage du rapport accompagnant le projet de l'architecte Conraet.

#### La construction

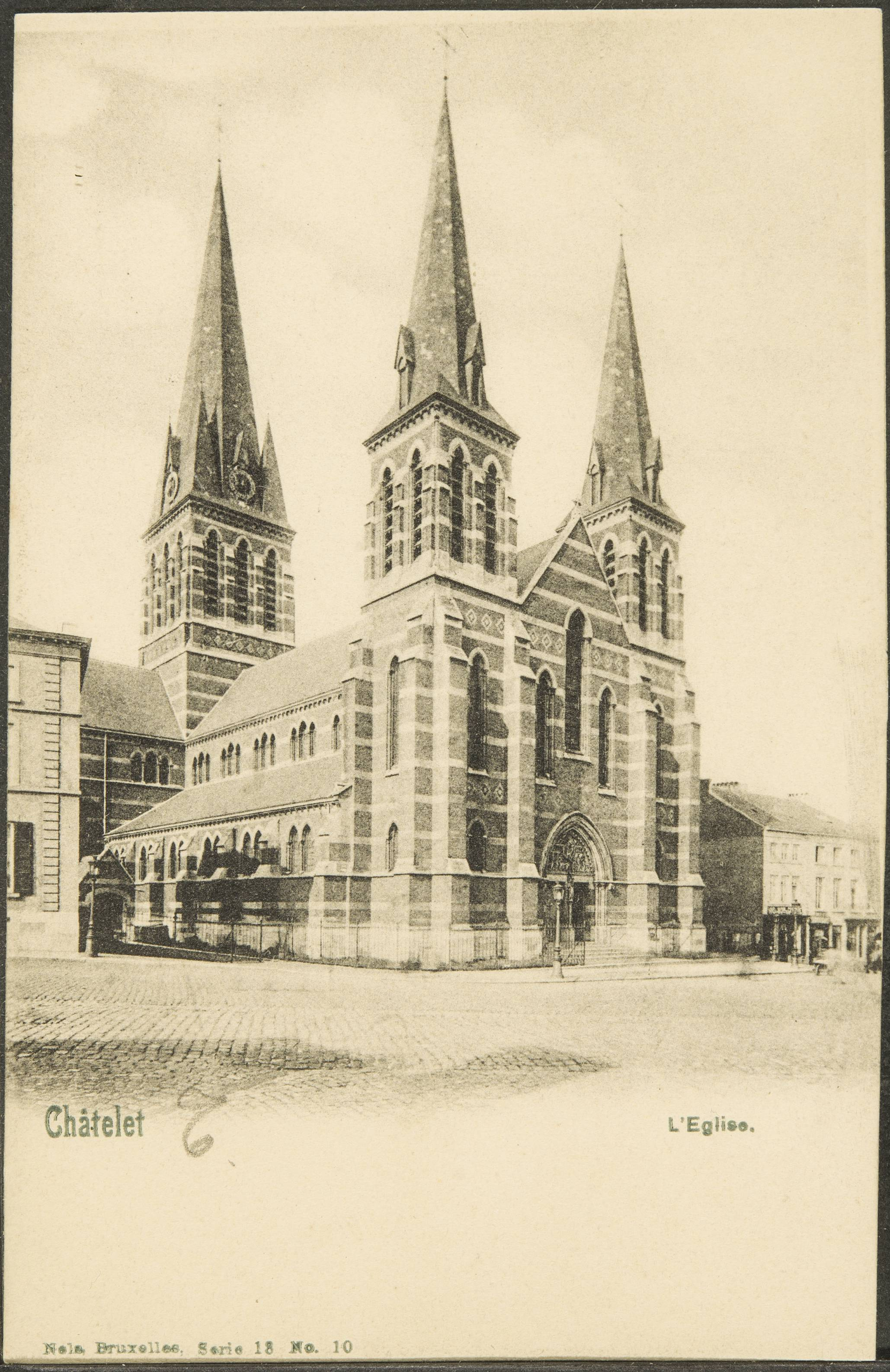
Carte postale de l'église, au début des années 1900 et avant l'incendie de 1937.

En 1866, trois années se sont écoulée depuis le concours architectural et les violentes campagnes publiques pour et contre la sauvegarde de l'ancienne église. C'est par sa lettre qu'en 1866, l'architecte Carpentier demande au bourgmestre d'enfin décider lequel des trois plans d'implantation du nouvel édifice est choisi par le collège.
Le 10 mai 1867, l'architecte Carpentier adresse à la commune le dossier qui doit servir à l'adjudication, après l'approbation du Collège. Le 22 du même mois, il arrive à Châtelet pour prendre les disposition nécessaire à l'établissement d'une église provisoire qui abritera les fidèles jusqu'à la fin de la construction.
Il propose à la ville la location de la ferme des Demoiselles Pirmez dite de la « Maquette » sise au sommet droit de la rue du Calvaire et jouxtant le nouveau château Pirmez. La cour de cette ferme pourra servir à cet usage en y plaçant une toiture provisoire et en recouvrent le sol du carrelage de l'ancienne église.
L'architecte s'adresse à la ville, le 29 mai 1867, au sujet de l'église provisoire qui aura une superficie de plus ou moins 776 m2. Il sera parfaitement clos et limité, dans le bas de la cour, par les murs des bâtiments existants, une cloison en bois et en maçonnerie. Il devra mettre les fidèle à l'abri des intempéries de l'air et permette, sans inconvenant, l'exercice du culte. Le mobilier de l'ancienne église est transféré par l'entrepreneur dans le local provisoire. L'ancien beffroi et les cloches sont placés sous un hangar couvert qu'il établira à ses frais dans le fond de la cour.
Le 3 août 1867, le gouverneur de la province demande au bourgmestre de lui faire connaître dans les rapports des ingénieurs des Mines si les sondages mentionnés donnent toutes les garanties sur la solidité du sol où l'on compte jeter les fondations de la nouvelle église. Le 6 septembre, le Gouverneur rappelle sa lettre sans nouvelles de la ville.
Ce n'est que le 26 octobre de la même année que la ville lui répond en adressant un procès-verbal constatant la qualité du terrain. L'ingénieur en chef, directeur en chef des mines du Hainaut, établit à la suite de tranchés, fondations et sondages un rapport qui déclare que cet expert officiel a tous ses apaisements sur la stabilité du sol.
L'architecte Carpentier menace l'entrepreneur de poursuite judiciaire dans les huit jours s'il n'a pas révisé les toitures de l'église provisoire où l'officiant et les fidèles doivent s'abriter sous un parapluie, durant les offices. Le dernier avertissement a eu lieu le 20 février 1868, l'architecte estime que la toiture doit être entièrement refaite.
En mai 1869, l'architecte, s'adresse au bourgmestre daté du 26 mai dans laquelle il lui reproche le manque d'étançonnage flagrant des murs et arcades des nefs et des deux tours de façade qu'il est en train d'ériger sans liaison sérieuses entre elles, comme il se doit. Et lui reproche aussi l'insuffisance qualité des charpentes en sapin du nord en opposition avec les descriptions du cahier de charges.
C'est en abordant la partie magistral de l'édifice, la tour central de l'édifice supportant, de ses quatre colonnes maîtresse, le poids de ses hautes maçonneries, mais aussi celui de la grande flèche, que fut découvert la nature du sol dans lequel il fallait établir les fondations. L'entrepreneur se met donc à creuser le sous sol pour jeter les fondations du transept mais a beau approfondir ses tranchées, il ne trouve que du sol meuble.
Procédant par petit sondages exploratoires, il constate qu'il faut descendre entre 8 et 9 mètres de profondeur pour trouver le sol argileux vierge. Sur toute une longueur de 10 m, le phénomène se produit de façon constante. Pendant l'hiver 1869-1870, les activités sont arrêtées et le gouverneur de la province demande, le 10 août 1870, à la ville qui ce demande et s'inquiète du retard du chantier. L'entrepreneur Gorez est interpellé par la ville, à cause du retard apporté par l'architecte, dans l'expédition des plans détaillés. Il vise Pâques ou à la Trinité pour la reprise éventuelle reprise du chantier à la condition d'avoir reçu de la ville de Châtelet l'ordre officiel de remplacer la pierre dite de Vergelet par la Savonnière.
L'architecte dément tout retard dans l'expédition de ses plans, et le climat se dégrade entre l'entrepreneur Gorez et ses deux autorités de tutelle. Les activités de la construction ont repris lorsque survient une nouveau problèmes important. Selon le cahier des charge, toutes les fenêtres devaient recevoir des vitraux dits de grisailles bordés d'une fine lisière coloré. Selon l'entreprise, toutes les baies ne peuvent, recevoir leur plafonnage tant qu'elle ne son pas obturées.
Á la fin du mois d'août 1870, les grisailles, livrables en début du mois, sont toujours bloquées à Metz où les fabricants sont en attente sur le quai de la gare de cette ville à cause de la déclaration de guerre de la France à l'Allemagne, le 19 juillet 1870. Le mois de septembre approche, la ville sur avis de l'architecte Carpentier propose de faire placer, temporairement, du verre ordinaire par un vitrier local, le verre reste propriété du placeur qui l'enlèvera dès l'arrivée des grisailles.
L'architecte adresse en début de septembre 1870, de nouveau à la ville, une copie de ses doléances à l'égard de Gorez. Il lui reproche la malfaçon du plafonnage, et lui menace même de faire renvoyer touts les plafonneurs et il fait remarquer les mauvais raccordements de toitures. L'entrepreneur, en rage, menace de quitter le chantier car, dit-il, les échantillons de plafonnage ont été acceptés par l'architecte et il dénonce le fait de la ville de lui retirer d'office le poste des vitrages, partie intégrante de l'adjudication et il ajoute également les retards de payement de la ville à son égard.
Le gros-œuvre de l'église se poursuit et s'achever en 1871, les vitres des grisailles parviendrons enfin de Metz et les pierres de la Savonnière arriveront de France par voie fluvial et la construction de la sacristie est bien avancée. Les sculpteurs Peeters et Bivort d'Anvers fournissent avec retard les modèles des chapiteaux à la suite de la guerre qui bloque les matières premières venant de France.
L'édifice est achevé mais des détails seront à achever lors de son inauguration officielle et sa bénédiction en novembre 1871. Les finitions se poursuivent encore en octobre 1872, au moment où l'entrepreneur se prépare à quitter définitivement le chantier, alors qu'il restait encore des points à exécuter. L'architecte refusa de procéder à la réception définitive et demande à la ville de suspendre tout payement à l'entrepreneur Gorez.
Dans la lettre adressé au bourgmestre, il ne s'en prend pas seulement à l'entrepreneur, mais s'adresse à la ville, de sérieux avertissements quand au dégradations que les habitants de Châtelet font déjà subir au monument, à peine achevé et il conseille l'installation d'un grillage de protection allant de la cure au porche de l'église et jusqu'au pignon de la maison Delhaye.

#### L'embellissement
Le bâtiment est terminé, dans son aspect et démuni de toute décoration et dont le mobilier se réduit au plus stricte minimum. La nudité des murs de l'édifice lui donne plutôt l'aspect d'un vaste hall public, que celui d'un lieu de culte. Mais il faudra patienter pour que la Fabrique d'église trouve les moyens de le meubler et de rendre l'espace accueillent à cause des restriction rendues obligatoire par les imprévus rencontrés lors de sa construction.
En 1875, le doyen Bélin préoccupé de l'embellissement de l'église qu'il a vu construire, est aidé par les conseils de l'architecte. Il achète du mobilier, des grandes orgues et un chemin de croix. Des véritables vitraux sont placés en 1881 dans le pourtour du chœur, par les conseil de l'architecte Carpentier. Un chauffage central fut installé pour lutter contre le froid en 1891. En 1902, le doyen Fourez fais la connaissance d'un jeune architecte d'originaire de Gand, Valentin Vaerwyck, âgé de 19 ans, qui remporte le concours de la ville de Châtelet pour la construction de l'église de Boubier.
Les orgues sont inaugurés en 1879, construits par Pierre Scheyven.
En 1907 débute la transformation intérieur qui dureront trois ans, l'intérieur de l'édifice est peint, le placement de l'ancienne croix triomphale du porche de l'ancienne église, sous la grande voûte de transept du chœur, après la restauration faite par la Commission royale des Monuments, la décoration de touts les voûtes en bois, doublement interne avec la protection insolente, de toutes les voliges des sous-pentes des toitures, l'achèvement de tous les vitraux et le remplacement du carrelage.
En 1913, les lampes au gaz sont remplacés par l'installation électrique. En 1926, la sonnerie fut électrifiée : elle tinte les heures et annonce les offices.
L'église de style néogothique fut édifiée selon les plans de l'architecte Eugène Carpentier de Beloeil,. Le chœur est inversé et le corps de l'édifice reculée et trois clochers la surmontèrent. La première pierre fut posée le 1er octobre 1867 par le doyen Edouard Belin et l'église fut consacrée le 30 novembre 1871 par l'évêque de Namur, Théodore-Joseph Gravez.
Le tympan, porte le chronogramme suivant : Regi Saecvlorvm Devoti Castilletenses (1867), par traduction : Au Roi Eternel les fidèles Châtelettains.

#### L'incendie de l'église en 1937
Le 20 février 1937, très tôt le matin vers 2 h 30, un incendie ravage entièrement l'édifice,,. Les flammes dévorent la grande tour, avaient déjà gagné le grand clocher. Des milliers d'ardoises du grand clocher en feu crépitent et volent en éclats sous l'action des flammes dévorent les parements de de voliges qui soutiennent, le tout virevoltent vers le sol et en une cascade.
L'angoisse des autorités et des sauveteurs réside dans l'inéluctable du danger de la chute de la grande flèche en feu. Des tonnes de charpentes de bois qui allant s'abattre, soit sur la grande nef ou sur les maisons de la place, selon le vent violent de la tempête de l'ouest. La charpente s'embrasse et reste debout toute la nuit. La charpente s'effondre comme un tube télescopique, se rentre sur elle-même, à l'intérieure de la tour, sur le carrelage du transept déjà rougeoyante du métal en fusion de la fonte des cloches. À la suite de l'effondrement de la flèche allait à son tour, embrassé tout le reste de l'édifice, du parvis au chœur.
À l'aube, après d'avoir dévoré tout l'édifice, que le brasier s'épuisa pour ne laisser émergé, des décombres fumantes, que des murailles, tours et colonnes calcinés.
Une chapelle provisoire est installé dans la salle de la Société Ouvrière Saint-François-Xavier, les services communaux aidèrent au transport des quelques éléments qui sont étés récupérés durent le sinistre.

#### La reconstruction de l'église
Quelques jours plus tard, la cure, le Conseil de fabrique, furent assaillit de lettres de recommandation pour la reconstruction. La ville étant interrogée, envoyèrent les candidats chez le futur maître d'œuvre : la Fabrique d'église. Certains, qui sont plus accrocheur de nature, étaient déjà venus sur place et en présence d'un membre de la Cure ou de la Fabrique, le trésorier Joseph-Alexandre Simon, visitant les ruines, cachaient pas leur intention de modernisé, voir même de raser la nef de l'édifice devenue inutile dans une architecture futuriste. Plus de vingt candidats s'étaient présentés dont, certains, chaudement appuyés par des membres du Conseil de fabrique. La tendance était majoritairement à la refonde partielle ou total de l'église. L'artiste châtelettain Pierre Paulus contenant sa vision de la reconstruction et de la transformation de l'édifice. La vision de l'artiste de vouloir transformé l'église en une collégiale médiéval très ressemblante à celle de Walcourt.
Le conseil de la Fabrique d'église décida de la reconstruire à l'identique, l'architecte fut Valentin Vaerwayck, la surveillance de la construction furent confié l'architecte René Alsteen. L'entrepreneur en fut la firme Albéric Vandekerckhove et fils, d'Ingelmunster qui avait remis une offre intéressante.
Le 2 décembre 1838, l'entreprise recevra l'ordre officiel de commencer la reconstruction. Des graves lacunes sont constatés lorsqu'on à abordé la tour central de l'édifice et il ne sera plus en état de soutenir le clocher. Le 10 janvier 1939, l'entrepreneur, après le constat de fissures dangereuses, émet l'avis de l'abattre. Un renforcement par des poutres de béton, pourrait à consolider la tour, sans devoir y toucher et permettrait de supporté la flèche. La solution fut accueillit avec soulagement et le coût n'était rien à côté de la démolition de la tour et de sa reconstruction.
Le chantier se poursuivit sans accros majeurs. En octobre 1939, M. Vandekerkhove junior, le chef de chantier, dût quitter la tâche, ayant été mobilisé ; sa dernière mission fut de placer la croix au sommet de la flèche de la grande tour. Les offres des fournisseurs de mobiliers faisaient l'objet de savants calcules, pour resté dans le cadre des économies prévues.
Le chantier est temporairement arrêté par les intempéries pendant deux mois en 1940. Alberic Vandekerkhove décède le 6 avril, laissant à sa veuve et à ses fils la charge et les responsabilités de l'entreprise. Le 10 mai, le chantier fut stoppé et en juillet qu'on constate la reprise des activités.
Pendant l'hiver et le printemps de 1941 virent se dérouler les finitions intérieures dont le placement des autels, jubé, etc.. L'inauguration officielle de l'église reconstruite fut célébrée le 12 août 1941, en présence de Louis Delmotte, évêque de Tournai. La réception définitive de l'église, elle eut lieu le mardi 8 septembre 1942, après les finitions intégrale de plusieurs points de détaille.
Les cloches furent placées mais en juillet 1943, elles étaient requestionnées par l'occupent et enlevées de la tour du grand clocher, le 3 juillet 1943 ; en tout les trois cloches de 720 kg, 1 110 kg et, enfin, la dernière de 1 520 kg. La cloche de 1 520 kg a été retrouvée sans son battant, le 8 septembre 1944. Quant aux cloches absentes, la procédure des dommages de guerre amena à les remplacer en 1952.
L'édifice reconstruit est enrichit d'un monument aux morts des deux guerres, intégrant le vieux « Dieu de Piété » des Gaux. Suivirent une statue de sainte Barbe et une de saint Eloi.

#### Depuis la reconstruction
En 1957, lors de la Braderie des Commerçants, un ballon a accroché la tour de droite pour s'abattre près du transept, à la grande peur des passagers qui étaient dans la nacelle ainsi que de la foule. En 1960, un autre ballon a touché la flèche de la tour de droite, mais a pu se dégager sans dommage apparent.
En novembre 1966, la société Hénélgaz installa des projecteurs pour illuminer de la tour de l'église, et un chauffage au mazout qui remplace celui au charbon est installé au dernier semestre de 1969.
En 2017, l'église a fêté les 75 ans de sa reconstruction et de sa consécration.

## Description architecturale

### Extérieure
L'église de style néogothique possède deux tours de façade, une autre plus massive à la croisée du transept. Elle possède trois nefs composées de six travées et un transept saillant. Le chœur est semi-circulaire doublé par un déambulatoire.
La largeur de la nef centrale est de 15 m et elle est cocardé par les bas-côtés mesurent environ à l'axe des colonnes 5 m à 50 m 5 du mur. Les bas-côtés sont prolongés, par un déambulatoire circulaire autour du chœur. La grande nef s'ouvre sur la rue par un double portail, les petites nefs s'ouvrent par deux portails latéraux qui suivent le corps du bâtiment et viennent aboutir de chaque côté de celle-ci.
Les gros contreforts supportent les poussées qui sont exercées par les voûtes et garnissent les murs des bas-côtés. Les contreforts sans ornements montent jusqu'aux deux tiers des deux petits clochers avant mesurent chacun 35 m de hauteur. Le faîte du toit et le grand clocher sont agrémentés de crochets. Le grand clocher est d'une hauteur de 75 m et à sa base est composée de quatre petites flèches. Les clochers et les clochetons furent dotés d'ornements dorés, ils furent couvert de cuivre et pourvue de lucarnes.
L'horloge du clocher, à quatre cadrans, est construite par Léon Van Rie de Quaregnon.
L'architecture de Carpentier se distingue par le découpage horizontal des murs en briques rouges par des bandeaux de pierre blanche se répètent à chaque mètre de hauteur, pour les tours plus pour les murs ordinaire, est inspiré par l'utilisation récente de la pierre blanche dans les monuments.

#### Portail
Le portail est de style gothique. Le grand tympan est ogival qui est entouré de deux grosses moulures. Le tympan est sculpté en haut relief, le Christ y figure avec les apôtres Pierre et Paul terrassant le démon. Une inscription au-dessus sur le linteau du portail se trouve l'inscription « regl sae CV Dévolt Castelletenses » ou « Roi des siècles, les Châtelettains dévots ».

### Intérieur

#### Les nefs
La longueur des nefs est de six oves entre les colonnes, soit sept colonnes espacés de 4 à 5 m. De chaque côtés, et par des groupes de deux, se trouvent douze fenêtres. De gauche à droite, la vie de saint Pierre et à droite, la vie de saint Paul ; en tout en vitraux. La grande nef, mesurée du pavement à la clef de voûte, est de 25 m de hauteur. Les voûtes sont d'arêtes et reposent sur des piliers en pierre de taille ; les arêtes des voûtes sont espacés en petite maçonnerie, est le même aussi pour les bas-côtés.
À la suite du concile Vatican II, on procède en 1966 aux transformations de l'avant-chœur et les marches sont modifiées et avancées. Un nouvel autel en pierre de Breuzet est consacré le 26 novembre 1967 par Pierre Samain, évêque auxiliaire de Tournai, à l'intérieur duquel les reliques de saint Albert de Louvain et de sainte Maria Goretti ont étés scellés. L'autel est dédié aux Saints-Pierre-et-Paul.
À la suite du démontage du banc de communion et l'enlèvement du lampadaire descendu du dôme du tabernacle, le tout conservé, le chœur est plus sobre et fait ressortir les belles lignes architecturales.

#### Monument aux morts
Le monument aux morts de la paroisse, inauguré le 11 novembre 1958, est l'œuvre de l'architecte Simon Brigode de Marcinelle.

#### Les colonnes
Les colonnes sont mono-cylindrique sans ornementation avec, comme base, un gros prisme qui est surmonté d'u énorme boudin augmenté d'une doucine. Les chapiteaux sont successivement formés de crochets disposés en quinconce.

#### Le chœur
En dessous des vitraux du haut-chœur, il y a deux statues des deux patrons de la paroisse : saint Pierre et saint Paul, faisant face aux deux vitraux latéraux de l'orgues avec les mêmes apôtres.
Le chœur possédait un banc de communion en fer forgé rehaussé d'ornements en cuivre représentant les symboles de l'Eucharistie qui fut démonté à la suite du concile Vatican II et conservé. Il y avait dans le chœur de l'église ; un grand lustre en cuivre qui soutenait la lampe du Sacré-Cœur, qui fut enlevé à la suite du concile Vatican II.

#### Vitraux
Ils sont été placés en 1942, 1943, 1945 et 1946 en remplacement de grisailles. Ils sont dus à l'artiste-peindre-verrier Camille Ganton-Defoin. Les verrières allongés au-dessus des orgues (Christ-Roi et les saints patrons), les hautes verrières du transept de la sainte Vierge et de saint Joseph, les vitraux du haut-chœur et de la chapelle absidiale. L'ogive du Christ-Roi est représenté par un ange qui présente les armoiries de Châtelet. En-dessous du Christ-Roi se trouve le démon sous forme de serpent ou de dragon.
Les vitraux du haut-chœur, figurent, de gauche à droite : saint Jean-Eudes, sainte Marguerite-Marie, Sacré-Cœur de Jésus, la Sainte Trinité, Sacré-Cœur de Marie, sainte Gertrude et saint François d'Assise.
Les vitraux de l'autel sépulcral représentent saint Jérôme, saint Grégoire, la Résurrection du Christ, saint Ambroise et saint Augustin.
Les vitraux de la nef gauche représentent la vie de saint Pierre et ceux de la nef droite la vie de saint Paul.
Les vitraux du transept sud représentent la sainte Vierge, une haute ogive accosté de deux petites et étroites. Ceux du transept nord représentent saint Joseph, une haute ogive qui est accosté de deux petites et étroites.
Ceux dans le déambulatoire représentent le chemin de croix : Jésus au jardin des oliviers, Jésus condamné par le Sanhedrin, Jésus est chargé de sa croix, Jésus rencontre sa mère, Jésus aborde par sainte Véronique, Jésus console les filles d'Israël, Jésus est dépouillés de ses vêtements, Jésus est trahi par Judas, Jésus est condamné à mort, Jésus tombe pour la première fois, Jésus aide par Simon de Cyrene, Jésus tombe pour la seconde fois, Jésus est attaché à la croix, Jésus meurt sur la croix, Jésus est mis dans le Sépulcre, Jésus est remis à sa Sainte Mère, la mère de Jésus rentre chez saint Jean.

#### Le jubé
Au milieu de la balustrade du jubé sont représenté, le blason de la ville de Châtelet, du côté gauche celui du Hainaut, du côté droit celui du royaume de Belgique.

#### Les orgues
L'inauguration a lieu le 16 mai 1943 par un concert. Ils remplace ceux de l'organiste Pierre Schyven de Bruxelles, qui fut détruit dans l'incendie de l'église en 1937. La composition métallique de l'instrument, celui de l'église restaurée, est moins riche que celui de l'église qui a été incendiée, Pierre Schyven n'avait employé pour les autres jeux que de l'étain, même dans les nombreux tuyaux muet du buffet. Au contraire, la technique moderne emploie le bois pour les gros tuyaux des 16 pieds et le zinc pour les tuyaux des montres et des trompettes, pour les autres jeux (excepté les gambes qui sont en étain presque pur). L'ensemble de l'orgue est composée de près de trois milles tuyaux. Les orgues ont étés restaurées en 1972.

#### Mobiliers liturgiques
L'église possède :
- une chaire de vérité en marbre et en pierre de France, elle de forme très moderne, reposent sur les piliers en marbre noir[B 2]. La chaire est décorée des blasons respectifs du papes Pie XII et du prélat consécrateur de l'église, Louis Delmotte, ainsi que des statues des quatre évangélistes[B 2];
- un bénitier provenant de l'ancienne église démolie en 1867[A 19] ;
- des autels dédiés à la Vierge et à saint Joseph, faits de marbres noirs et le bas-relief en pierres de France est l'œuvres de Oscar Sinia[6] ;
- l'autel majeur où se trouve le tabernacle dans le chœur[7] ;
- un confessionnal en bois fait en 1940 par le menuisier Priem[8] ;
- les fonds baptismaux d'une hauteur de 165 cm en marbre veiné et couvert d'un couvercle en laiton surmonté d'un aigle[9] ;
- des stalles en bois par le menuisier Priem en 1940[10] ;
- l'autel en pierre de Breuzet, consacré le 26 novembre 1967 où son scellé les reliques de Saints-Pierre-et-Paul[A 9].

### Objets liturgiques
L'église possède :
- une burette de messe datant de 1741 et 1760[11] ;
- un calice du quatrième quart du XVIIe siècle[12] ;
- une médaille de la fin du XIVe siècle, début du XVe siècle[12] ;
- un ostensoir-tourelle, fin du XVe siècle[12] ;
- un ciboire datant entre 1651 et 1700[13] ;
- une navette à encens datant entre 1701 et 1800[14] ;
- des croix de procession[15]’[16] ;
- un lutrin en cuivre en forme d'aigle[17] se trouve dans le chœur.

### Œuvres d'arts
L'église possède :
- une statue de saint Eloi en bois qui provient des Ateliers d'Arts de Maredsous[18],[A 20] ;
- une statue de sainte Barbe due au sculpteur Alphonse Darville[A 20] ;
- un Christ de Pitié dit le bon Dieu de la chapelle des Gaux[19] ;
- les sculptures des évangélistes sur la chaire de vérité[A 11] ;
- la croix triomphale suspendu dans le chœur en bois polychromé[20] ;
- les deux statues de saints Pierre et Paul dans le chœur[A 11].

## Cloches
Les cloches de l'église furent requestionnés et enlevées le 2 juillet 1943, pendant la deuxième guerre mondiale sauf une cloche nommé la nouvelle « Blaisette ». Elles avaient été bénites le 7 octobre 1940, dans l'intimité.

### Les trois cloches du grand clocher
- La grosse cloche donnant le mi bémol et pesant 1 460 kg qui échappa à la profanation et, elle fut retrouvée à Couillet après la guerre et replacée en 1965 aux frais de l'État mais les deux autres n'ont pas étés récupérées[A 22]. Elle est nommée Pia en l'honneur de Pie XII.
- La moyenne cloche était nommée Védastine, en l'honneur de Gaston Rasner, évêque et ancien doyen de Châtelet[A 22]. Elle fut enlevé en juillet 1943 et la nouvelle cloche fut fondue en 1952 sous le nom de Marie-Pauline, du nom d'une cloche fondue en 1816, cette cloche donne le fa et pèse 1 114 kg[A 20].
- La petite cloche est nommée Marie-Pierrette et Léonie en souvenir du doyen Léon Magnie, qui avait dirigé la paroisse depuis 1921[A 23]. Elle remplace celle qui a été détruite pendant l'incendie de 1937[A 23]. Elle donne le sol et pèse 755 kg[A 7].

La moyenne et la petite cloche ont étés hissées dans le clocher le mercredi 20 août 1952 où elles sonnent pour la première fois vers 19 h 30.